# 阿赫萨湾
66°16′N 16°46′W / 66.267°N 16.767°W

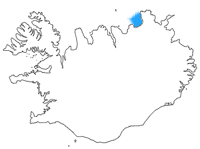
阿赫萨湾在冰岛的位置

阿赫萨湾位于冰岛东北部，西为毛瑙半岛，东为梅尔拉卡斯雷达半岛，北与格陵兰海相通。冰岛第二长河菲约德勒姆冰河在南岸注入阿赫萨湾。